# Reset: Die Wahrheit stirbt zuerst
Reset: Die Wahrheit stirbt zuerst ist der vierte Roman von Peter Grandl nach Turmschatten (2020), Turmgold (2022) und Höllenfeuer (2024). Grandl verarbeitet darin die zunehmende Bedrohung durch digitale Desinformation, Skandale rund um Deepfakes, KI-Manipulation und gesellschaftliche Destabilisierung. Der Roman erschien am 12. Juni 2025 im dtv Verlag.

## Handlung
Ein Lufthansa-Flug von London nach München setzt während des Anflugs den Transpondercode „7500“ ab – das internationale Notsignal für eine Flugzeugentführung. Kurz darauf erreicht die Behörden eine Warnung: An Bord befinde sich ein Terrorist, der droht, die Maschine in den Münchner Flughafen zu lenken.
Parallel zu diesem Ereignis breitet sich weltweit ein digitaler Angriff aus, der Stimmen, Bilder und Nachrichten so realistisch fälscht, dass selbst etablierte Medien ihre Berichterstattung nicht mehr verifizieren können. Während das Vertrauen in jegliche Information zusammenbricht, versuchen vier Menschen in Tokio, Dublin, Lyon und New York, der Wahrheit auf die Spur zu kommen – und einen globalen Kontrollverlust zu verhindern.
Der Roman thematisiert die Gefahren digitaler Manipulation, stellt aber zugleich existenzielle Fragen nach Verantwortung, Moral und Wahrheit – unter anderem durch eine bewusste Anlehnung an Goethes Faust.

## Hörbuchproduktion
Die ungekürzte Hörbuchfassung wurde vom Argon Verlag im Juni 2025 veröffentlicht und gesprochen von Jasmin Tabatabai. 

## Rezensionen
„Ein ganz normaler Thriller, könnte man meinen. Trotzdem hat er ein ungewöhnlich hohes Alarmpotenzial für den Alltag – denn Grandl spitzt zu, was gerade in der Gesellschaft diskutiert wird, zeigt die realitätsnahe Gefahr digitaler Manipulation und wie leicht sich Demokratien destabilisieren lassen.“

„Peter Grandls ‚Reset‘ ist mehr als ein Thriller. Es ist eine Warnung – atemlos, hochaktuell, beklemmend realistisch. Am Ende betrachtet man die Welt mit anderen Augen und stellt sich die Frage, wie weit wir schon der totalen Manipulation ausgeliefert sind. Diesen Thriller sollten einfach alle Menschen lesen, um vorbereitet zu sein.“

„Eine Terror-Tragödie mit 500 atemlosen Seiten. Zeit, um nachzudenken, bleibt eigentlich niemandem. Grandl greift Teile des Faust-Stoffs auf, lässt das Virus auf Deutsch wie Goethes Mephisto sprechen und legt eine weitere Spur, wie er diesen Thriller verstanden wissen möchte, nämlich dass es da einen Kern jenseits aller Spannung und Plot-Wendungen gibt, der ihm ein ernstes Anliegen ist, nämlich den nimmersatten, ewig unzufriedenen modernen Menschen zu hinterfragen.“

## Buch- und Hörbuchausgaben
- Reset: Die Wahrheit stirbt zuerst, Hardcover dtv Verlag, ISBN 978-3-423-40099-2.
- Reset: Die Wahrheit stirbt zuerst, E-Book, dtv Verlag, ISBN 978-3-423-44099-8.
- Reset: Die Wahrheit stirbt zuerst, Argon Verlag (Hörbuch), ISBN 978-3-7324-7732-6.